# Технічний прогрес (економічний термін)
Технічний прогрес (або технологічний прогрес) — економічний показник інновації.

## Класифікація
Технічний прогрес можна класифікувати на 2 групи: 
- Втілений технічний прогрес: вдосконалена технологія, яка експлуатується шляхом інвестування в нове обладнання. Це нові технічні зміни внесені в обладнання.
- Незмінний технічний прогрес: вдосконалена технологія, яка дозволяє збільшувати обсяги виробництва, що виробляється з даного матеріалу, без інвестування в нове обладнання.

В сучасних умовах багато інновацій не вимагають заміни всієї або частини обладнання. Його можна покращити для подальшого використання в залежності від необхідних змін.

## Функція технічного прогресу Калдора
Функція технічного прогресу, розроблена Ніколасом Калдор, визначає технічний прогрес як показник зростання продуктивності праці. Він описується його наступним чином:
1. Чим більший темп зростання капіталу (витрат) на одного робітника, тим більші темпи зростання виробництва на одного працівника, продуктивності праці. Отже, темпи зростання продуктивності праці пояснюються темпами зростання інтенсивності капіталу.
2. При темпах зростання, нижчих за рівноважні темпи зростання, темпи зростання виробництва на одного робітника є більшими, ніж темпи зростання капіталу (витрат) на одного робітника.
3. При темпах зростання, що перевищують рівноважні темпи зростання простежується інша тенденція: швидкість зростання продукції на одного робітника менша за темпи зростання капіталу (витрати) на одного робітника.

## Різноманітні моделі технічного прогрес
- Емпіричні дані Едварда Денісона підтвердили технологію як основний фактор економічного зростання.
- Саймон Кузнець у своїй моделі довів і показав важливість технологічних інновацій для економічного зростання.
- Роберт Солоу визначив технологію як сукупну виробничу функцію. Він також запропонував нейтральний технічний прогрес і модель економічного зростання (див. Модель Солоу — Свона).
- Рой Харрод також запропонував нейтральний технічний прогрес і модель економічного зростання (див. модель Харрода — Домара).

## Технічний прогрес і людський капітал
Технологія тісно взаємопов'язана з людським капіталом. Деякі технології можуть бути використаними у двох різних фірмах, однак випуск продукції залежить від робочої сили тієї фірми. Адаптація до нових технологій прямо пропорційна темпам економічного зростання країни. Звідси робоча сила повинна бути досвідченою у використанні технологій. Освіта також відіграє важливу роль, оскільки вона допомагає накопичувати людський капітал, що, в свою чергу, сприяє поширенню технологій. Освіта також допомагає людині ефективно і швидко ознайомитися з технологією.